# Valentín Campa
Valentín Campa Salazar (Monterrey, 14 febbraio 1904 – Città del Messico, 25 novembre 1999) è stato un politico e attivista messicano, militante comunista, attivista sociale, leader insieme a Demetrio Vallejo dello sciopero messicano del 1959, fondatore del Partito socialista unificato del Messico, candidato alla presidenza alle elezioni del 1976 ed eletto deputato al Congresso dell'Unione dal 1979 al 1982.
Campa fu anche il fondatore del National Railroad Council e del defunto giornale clandestino The Railwayman.

## Biografia
Nacque a Monterrey, Nuevo León, l'8 aprile 1904, figlio di Merced Campa Pérez e Refugio Salazar Acevedo, ma trascorse la sua infanzia a Torreón, dove visse gli eventi del movimento rivoluzionario. Sempre da bambino, ha assistito a un linciaggio xenofobo di diverse decine di cinesi, accusati di avvelenare l'acqua di Torreón. Entrambi gli eventi lo segnarono per dedicarsi in futuro alla lotta sociale. Nel 1916 cercò di arruolarsi nell'esercito messicano per opporsi alla spedizione punitiva di John J. Pershing contro Pancho Villa. Nel 1921 lavorò a La Corona, una fabbrica sussidiaria della Royal Dutch Company, e nel 1922 entrò a far parte delle Ferrovie Nazionali del Messico, iniziando l'attività sindacale l'anno successivo. Nel 1925, mentre viveva a Ciudad Victoria, divenne un leader sindacale ferroviario.
Si unì al Partito Comunista Messicano (PCM) nel 1927, all'età di 23 anni, del cui Comitato Centrale sarebbe stato uno dei membri più giovani. Il 15 marzo 1930, insieme ad altri 15 compagni comunisti in carcere, iniziò uno sciopero della fame e fu rilasciato quattro giorni dopo; tuttavia, viene riarrestato due giorni più tardi. Nel marzo 1940 fu espulso dal PCM insieme a Hernán Laborde, segretario generale, per essersi opposto all'assassinio di Leon Trotsky. Campa aveva messo in discussione anni prima la politica di unità a tutti i costi imposta dall'Internazionale Comunista attraverso Earl Browder e Victorio Codovilla, che implicava la permanenza all'interno della Confederazione dei Lavoratori Messicani (CTM) controllata da Fidel Velázquez e Vicente Lombardo Toledano); dopo l'intervento di Browder e Codovila, Campa e Laborde finirono per accettare generalmente l'approccio dell'unità a tutti i costi. Al Congresso del marzo 1940, quando i rappresentanti dell'Internazionale Comunista espulsero Campa e Laborde, li accusarono di avere un "atteggiamento opportunistico" nei confronti del governo di Lázaro Cárdenas del Río, proprio per aver seguito la linea che l'Internazionale stessa aveva loro imposto in precedenza.
Dal 1943 al 1947 Campa fu membro del comitato esecutivo dell'Unione dei Ferrovieri della Repubblica Messicana (Sindicato de Trabajadores Ferrocarrileros de la Republica Mexicana, STFRM). Nel 1944 iniziò a svilupparsi una spaccatura all'interno del partito e al presidente fu chiesto di intervenire e aiutare a raggiungere un compromesso. Luis Gómez Zepeda fu scelto come segretario generale e Campa fu eletto come segretario dell'Educazione, dell'Organizzazione e della Propaganda.
Nel 1947, Campa guidò una fazione separatista all'interno della Confederazione dei Lavoratori Messicani (in spagnolo: Confederación de Trabajadores de México, CTM) chiamata Confederazione Speciale dei Lavoratori (in spagnolo: Confederacion Única de Trabajadores, CUT). La nuova confederazione del lavoro comprendeva telefonisti, ferrovieri, minatori e lavoratori petroliferi. L'obiettivo del CUT era quello di essere un movimento operaio indipendente, privo dell'influenza del governo che sosteneva affliggesse il CTM. L'anno successivo, nel 1948, Jesús Díaz de León fu eletto alla carica di segretario generale della STFRM. Il 28 settembre, Díaz de León presentò una petizione al Procuratore Generale contro Campa e Gómez Zepeda, che riteneva una "minaccia comunista", con l'accusa di appropriazione indebita di 100.000 pesos.
Il sindacato era indignato per le azioni di Díaz de León, in particolare per il fatto che tali accuse dovevano essere presentate al comitato di vigilanza del sindacato. La commissione di contabilità generale del sindacato seguì l'esempio, condannando le azioni di Díaz de León come aver sollecitato il governo negli affari sindacali. Il comitato esecutivo e il comitato di vigilanza del sindacato rilasciano dichiarazioni accusando Díaz de León di "voler dividere il sindacato in complicità con il governo" e lo sospendono temporaneamente, mettendo al suo posto Francisco Quintano Madrazo. Díaz de León tuttavia radunò i suoi sostenitori, presentandosi al quartier generale dell'STFRM, insieme a circa un centinaio di agenti della polizia segreta vestiti da ferrovieri. I sostenitori hanno assalito il quartier generale dell'STFRM e le loro azioni sono state dirette dalle retrovie da suo nonno, il senatore colonnello Serrano, da una jeep e da un sistema di altoparlanti attaccato a un camion militare.
L'8 ottobre, i giornali locali pubblicarono articoli secondo cui Campa e Gómez erano ricercati dalla Polizia Giudiziaria Federale. Campa è stato infine arrestato, così come i membri del comitato esecutivo e di vigilanza, dalla polizia giudiziaria con l'accusa di aver trasferito 200.000 pesos al gruppo di rottura di Campa, CUT. Campa ha sostenuto e fornito la prova che le azioni erano state contabilizzate e che era stato concesso il permesso adeguato. Campa entrò in clandestinità e protestò contro le accuse, affermando che guadagnava solo 575 pesos al mese nella sua posizione e non possedeva né casa, né auto o attività e non avrebbe potuto trarne vantaggio personalmente. Campa evitò l'arresto fino al novembre 1949 dopo aver partecipato alla fondazione del Partito dei Lavoratori e dei Contadini del Messico (fu sciolto nel 1959 per ricongiungersi al PCM), fu poi condannato a otto anni con l'accusa di truffa e fu detenuto fino al 1952 nel carcere di Lecumberri.
Fu prigioniero politico in diverse occasioni, dalla presidenza di Plutarco Elías Calles a quella di Adolfo López Mateos, e fatta eccezione per la condanna a sei anni di Lázaro Cárdenas, sarebbe andato in prigione in diverse occasioni, accusato di "dissoluzione sociale", accumulando 14 anni senza libertà. La libertà dei prigionieri politici sarebbe stata una delle principali richieste del Movimento del 1968. Fu rilasciato nel 1970.
È stato candidato presidenziale nel 1976 del fuorilegge PCM ed eletto deputato federale dal 1979 al 1982 alla legislatura LI del Congresso dell'Unione, dopo la riforma politica del 1977. 
Morì a Città del Messico il 25 novembre 1999. Inizialmente sepolto nel Giardino Pantheon, in seguito le sue spoglie sono state trasferite nella Rotonda dei Personaggi Illustri dove vennero sepolte, alla presenza del presidente Andrés Manuel López Obrador e del capo del governo di Città del Messico Claudia Sheinbaum.

## Opere
- Mi testimonio. Memorias de un comunista mexicano. (1978)

## Premi e riconoscimenti
- La Plaza Valentín Campa si trova nel quartiere Aztahuacan dell'ufficio del sindaco di Iztapalapa a Città del Messico
- Il 14 febbraio 2013 il capo del governo ha inaugurato alla stazione di Ermita un treno con il suo nome.
- Nel 2013 un gruppo di cittadini ha chiesto che il nome della stazione della metropolitana e del Metrobus di Buenavista fosse intitolato a Valentín Campa.[16]

## Vedi anche
- Demetrio Vallejo

| Controllo di autorità | VIAF (EN) 245074475 · ISNI (EN) 0000 0003 8592 8520 · LCCN (EN) n78085535 · J9U (EN, HE) 987007324061705171 |